# ميخائيل شابن
ميخائيل شابن (بالإنجليزية: Michael Chapin)‏ هو ممثل أمريكي، ولد في 25 يوليو 1936 في هوليوود في الولايات المتحدة.

## وصلات خارجية
- ميخائيل شابن على موقع IMDb (الإنجليزية)
- ميخائيل شابن على موقع أول موفي (الإنجليزية)
- ميخائيل شابن على موقع قاعدة بيانات الأفلام السويدية (السويدية)
- ميخائيل شابن على موقع قاعدة بيانات الفيلم (الإنجليزية)
- ميخائيل شابن على موقع كينوبويسك (الروسية)